# Реакция Бухнера — Курциуса — Шлоттербека
Реакция Бухнера—Курциуса—Шлоттербека — реакция взаимодействия альдегидов и кетонов с диазосоединениями с образованием карбонильных соединений и замещённых оксиранов:

## Описание реакции
Реакция проводится при комнатной или более низкой температуре в среде диэтилового эфира. Катализаторами служат вода, спирты, хлорид лития. Из диазосоединений используются диазометан, диазоуксусный эфир и этиловый эфир ω-диазокротоновой кислоты. В ряде синтезов диазосоединение образуется в процессе реакции из нитрозоалкилуретанов в присутствии оснований в растворе метанола.
Направление реакции Бухнера-Курциуса-Шлоттербека определяется строением исходного карбонильного соединения, однако в ходе реакции чаще всего образуются все три продукта. При введении электроноакцепторных заместителей в α-положении к карбонильной группе исходного соединения реакция протекает с большей скоростью с преимущественным образованием оксиранов. Электронодонорные заместители в α-положении приводят к увеличению выхода карбонильных соединений. Кетоны менее реакционноспособны, чем альдегиды, и конверсия в оксираны выше.
Взаимодействие алициклических кетонов с диазометаном приводит к расширению цикла:
Реакции дикарбонильных соединений ведут к циклическим диэфирам:
α,β-непредельные оксосоединения присоединяют диазометан по двойной связи, при этом происходит образование замещённых 1-пиразолинов:
Побочные продукты реакции Бухнера—Курциуса—Шлоттербека являются следствием полимеризации диазосоединений и их взаимодействием с образовавшимися карбонильными соединениями.

## История открытия
Реакция была открыта в 1885 году немецкими химиками Э. Бухнером и Т. Курциусом. В дальнейшем реакцию исследовал немецкий химик Ф. Шлоттерберг.